# Top of the Top Sopot Festival 2019
Top of the Top Sopot Festival 2019 – 53. edycja festiwalu muzycznego odbywającego się w obchodzącej 110 lat Operze Leśnej w Sopocie. Festiwal odbył się w dniach 13–16 sierpnia 2019 roku. Organizatorami byli Festival Group, Bałtycka Agencja Artystyczna BART i telewizja TVN, która transmitowała pierwsze trzy dni wydarzenia na żywo – czwarty dzień udostępniono wyłącznie w usłudze Player. Festiwal został zrealizowany przy pomocy finansowej miasta Sopot.
Nagrodę Bursztynowego Słowika otrzymał Frans (za utwór „If I Were Sorry”) oraz Roksana Węgiel.

## Dzień pierwszy (13 sierpnia 2019)
Pierwszy dzień festiwalu w Operze Leśnej rozpoczął się koncertem Forever Young wypełnionym przebojami sprzed lat. Wieczór otworzył występ Bonnie Tyler, obchodzącej w tym roku 50-lecie pracy artystycznej. W klimacie złotych lat 80. słuchaczy wprowadzili ponadto między innymi brytyjski gitarzysta i wokalista John Parr, kanadyjski zespół Glass Tiger oraz Katrina. Nieco późniejsze wspomnienia  przywołała amerykańska wokalistka  Jennifer Paige. Kolejnym punktem pierwszego dnia festiwalu był koncert Love Forever.

### KoncertForever Young
Koncert poprowadzili: Grażyna Torbicka i Olivier Janiak.
- Bonnie Tyler – „Holding Out for a Hero”
- Perfect – „Chcemy być sobą”, „Nie płacz Ewka”
- Agnieszka Chylińska – „Kiedy powiem sobie dość”, „Koła czasu”, „Królowa łez”
- Katrina – „Walking on Sunshine”
- Ottawan – „Hands Up”, „D.I.S.C.O”
- Sebastian Riedel & Cree – „Czerwony jak cegła”, „Sen o Victorii”
- Jennifer Paige – „Crush”
- Sztywny Pal Azji – „Spotkanie z...”
- Glass Tiger – „Someday”

### KoncertLove Forever
Koncert poprowadzili: Grażyna Torbicka i Olivier Janiak.
- Perfect – „Kołysanka dla nieznajomej”, „Ale wkoło jest wesoło”, „Autobiografia”
- Bonnie Tyler – „Total Eclipse of the Heart”, „It’s a Heartache”
- Lombard – „Przeżyj to sam”, „Szklana pogoda”
- John Parr – „St. Elmo’s Fire”
- Felicjan Andrzejczak – „Jolka, Jolka pamiętasz”
- Acid Drinkers – „Hit the Road Jack”
- Acid Drinkers feat. Ania Brachaczek – „Love Shack”
- Anita Lipnicka – „Zanim zrozumiesz”, „Piosenka księżycowa”, „Piękna i rycerz”
- Kombi – „Słodkiego miłego życia”
- Izabela Trojanowska – „Wszystko czego dziś chcę”, „Tyle samo prawd ile kłamstw”

## Dzień drugi (14 sierpnia 2019)
Drugi dzień festiwalu to koncerty #iDance i Love to Dance z największymi tanecznymi utworami. Ponadto w czasie obu koncertów wystąpiła piątka zagranicznych wokalistów walczących o Bursztynowego Słowika. Gościem specjalnym koncertu był zwycięzca 64. Konkursu Piosenki Eurowizji – Duncan Laurence.

### Koncert#iDance
Koncert poprowadzili: Agnieszka Woźniak-Starak i Filip Chajzer.
- Ewa Farna – „Na ostrzu”, „Interakcja”, „Bez łez”
- Cleo – „Za krokiem krok”, „Łowcy gwiazd”
- Roksana Węgiel – „Anyone I Want to Be”, „Dobrze jest, jak jest”
- Ewelina Lisowska – „W stronę słońca”
- Kayah – „Po co”, „Prawy do lewego”, „Dawaj w długą”
- Baranovski – „Luźno”
- Sylwia Grzeszczak – „Sen o przyszłości”, „Pożyczony”, „Tamta dziewczyna”, „Księżniczka”, „Rakiety”
- Sylwia Grzeszczak feat. Liber – „Dobre myśli”

### KoncertLove to Dance
Koncert poprowadzili: Gabi Drzewiecka i Olivier Janiak.
- Sarsa – „Tęskno mi”, „Zakryj”
- Reni Jusis – „Kiedyś cię znajdę”
- Blue Café & La Graine – „Talk To Me Now”
- Edyta Górniak & Gromee – „Sweet Dreams (Are Made of This)”, „Król”, „One & One”
- Margaret – „Tempo”, „Cool Me Down”, „Serce Baila”
- Ania Karwan – „Głupcy”, „Słucham Cię w radiu co tydzień”
- Natalia Capelik-Muianga – „Kim naprawdę jesteś”
- Duncan Laurence – „Arcade”

### Wykonania konkursowe
Bursztynowego Słowika – w wyniku głosowania SMS-owego – otrzymał Frans za utwór „If I Were Sorry”.
| L.p. | Państwo    | Wykonawca   | Utwór                | Miejsce |
| ---- | ---------- | ----------- | -------------------- | ------- |
| 1.   | Dania      | Christopher | „Tulips”             |         |
| 2.   | Szwajcaria | Luca Hänni  | „She Got Me”         |         |
| 3.   | Czechy     | Lake Malawi | „Friend of a Friend” |         |
| 4.   | Szwecja    | Frans       | „If I Were Sorry”    | 1       |
| 5.   | Bułgaria   | Alma        | „Perfect”            |         |

## Dzień trzeci (15 sierpnia 2019)
Trzeci dzień to koncerty Przeboje z winyli oraz Przeboje wolnej Polski. W pierwszym z nich zaprezentowane zostały stare polskie piosenki w oryginalnych wykonaniach oraz w nowych interpretacjach. Druga część stanowiła koncert Przeboje wolnej Polski. W koncertach wzięły również udział zagraniczne gwiazdy, które przypomniały co w czasach PRL-u i wolnej Polski działo się w światowej muzyce. Gośćmi specjalnymi koncertu były Maggie Reilly i Diana King.

### KoncertPrzeboje z winyli
Koncert poprowadziła Magda Mołek.
- Maryla Rodowicz – „Polska Madonna”, „Kolorowe jarmarki”
- Skaldowie – „Wszystko mi mówi, że mnie ktoś pokochał”,  „Prześliczna wiolonczelistka”
- Michał Szpak – „Dziwny jest ten świat”, „Raz dwa raz dwa”
- Maggie Reilly – „Everytime We Touch”,  „Moonlight Shadow”
- Sławek Uniatowski – „Zacznij od Bacha”, „C’est la vie”
- Urszula – „Dmuchawce, latawce, wiatr”, „Malinowy król”
- Pectus – „Nie pytaj o Polskę”
- Pectus feat. Kasia Popowska – „Najlepiej być w podróży”
- Jary Oddział Zamknięty – „Andzia i ja”,  „Ten wasz świat”

### KoncertPrzeboje wolnej Polski
Koncert poprowadziła Magda Mołek.
- Diana King – „Shy Guy”, „I Say a Little Prayer”
- Brathanki feat. Halina Mlynkova – „Czerwone korale”
- Brathanki – „Mamo, ja nie chcę za mąż”
- Maryla Rodowicz – „Remedium”, „To już było”
- Wilki – „Na zawsze i na wieczność”, „Nie stało się nic”, „Baśka”
- Mirosław Kalisiewicz & Dekokt – „Arahja”
- Michał Szpak – „Color of Your Life”, „Jesteś bohaterem”
- Kasia Stankiewicz & Varius Manx & Mystic – „Orła cień”
- Kasia Stankiewicz & Varius Manx – „Kot bez ogona”
- Patrycja Markowska & Grzegorz Markowski – „Lustro”
- Golden Life – „Oprócz błękitnego nieba”
- Aleksandra Gintrowska – „Długość dźwięku samotności”
- Chłopcy z Placu Broni – „Kocham wolność”

## Dzień czwarty (16 sierpnia 2019)
Ostatni dzień to koncert dedykowany młodym artystom i ich fanom – Young Choise Awards. Tego dnia na scenie Opery Leśnej stanęły gwiazdy młodego pokolenia, które mają setki tysięcy fanów w mediach społecznościowych a ich utwory notują milionowe liczby odsłon na YouTube czy Spotify. Podczas koncertu Roksana Węgiel otrzymała złotą płytę oraz statuetkę Bursztynowego Słowika.

### KoncertYoung Choice Awards
Koncert poprowadziła Gabi Drzewiecka.
- Roksana Węgiel – „Obiecuję”
- Marcin Sójka – „Dalej”
- Monika Lewczuk – „Ty i ja”
- Agnieszka Adamczewska – „Na wszystko przyjdzie czas”
- Natalia Zastępa – „Za późno”
- Michał Szczygieł – „Nic tu po mnie”
- My3 – „Szkolna sympatia”
- 4Dreamers – „Słowa na pół”
- Zuzanna Jabłońska – „Spacer po linie”
- Carla Fernandes – „Moonlight”
- AniKa Dąbrowska – „Małe skrzydła”
- Wiktoria Gabor – „Time”
- Amelia Andryszczyk – „Nie pozwolę nam się bać”
- Magda Bereda – „W niepewności”, "Scars to your beautiful"
- Adam „Rudnik” Rudnicki – „Zawsze do celu”